# Ставерман, Хёйберт Матхейс
Хёйберт Матхейс Ставерман (нидерл. Huibert Mathijs Staverman; 16 января 1921, Сурабая, Восточная Ява, Голландская Ост-Индия — 4 октября 1943, Холландия, оккупированная Японской империей Голландская Ост-Индия) — голландский военный деятель, сержант Королевских военно-морских сил Нидерландов. Принял участие во  Второй мировой войне, в частности в разведывательных операциях в Новой Гвинее. В 1943 году погиб в бою с японцами, в 1944 году посмертно удостоен медали «Бронзовый лев».

## Биография

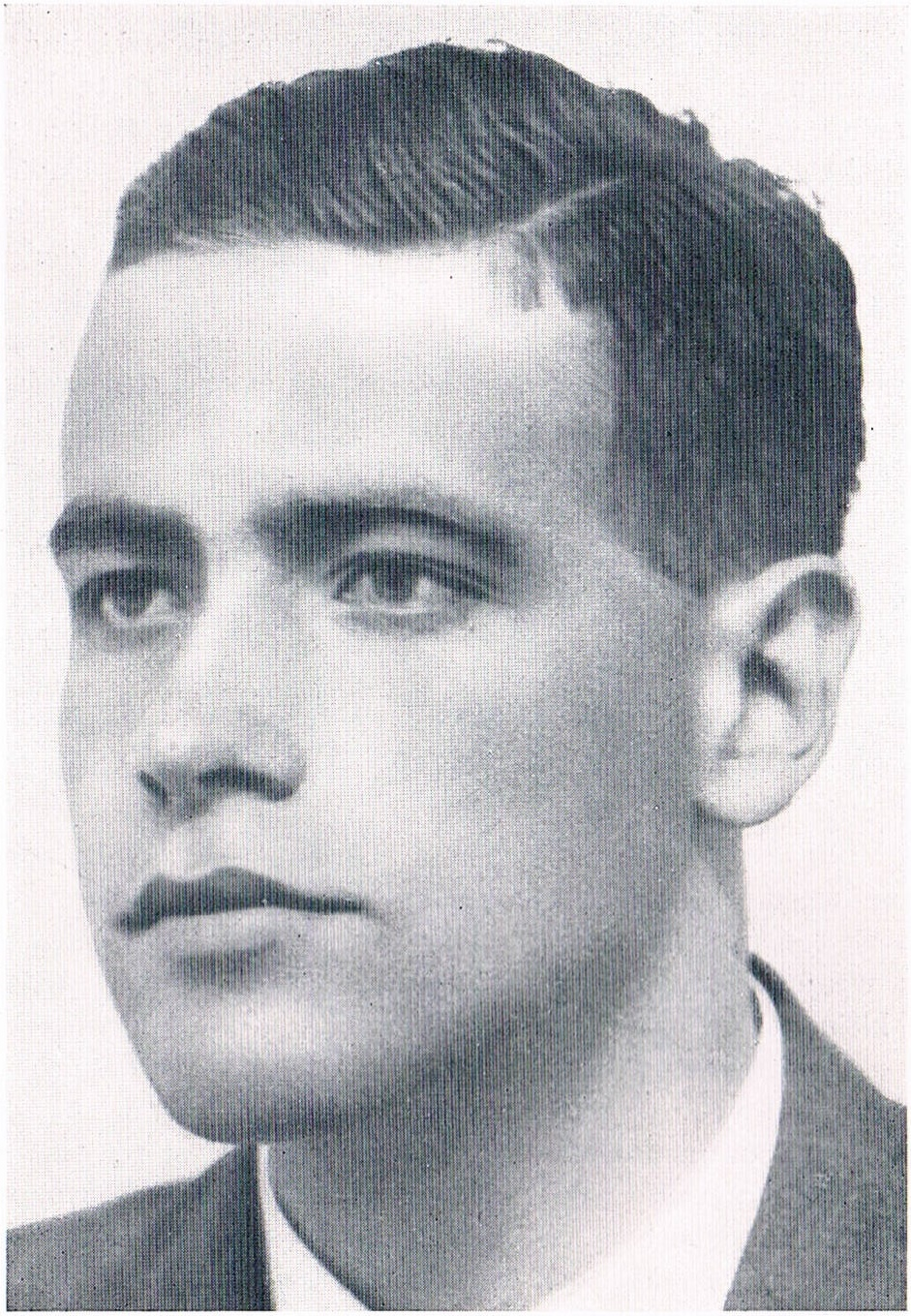
Фердинанд Ставерман

Хёйберт Матхейс Ставерман родился 16 января 1921 года в Сурабае, в Голландской Ост-Индии. Также он был известен как Тхейс. Родители — Питер Элиса Ставерман (1896—1953), представитель Колониального банка и консул в Сурабае, и его жена Элисабет Фердинадина, урождённая Принс (1897—1974). Имел семейный герб — трёхчастный щит с серебряным столбом между червлёными краями, в центре которого две лилии, стоящие одна над другой. Брат — Фердинанд Питер Ставерман (1919—1944), погиб в концентрационном лагере «Маутхаузен».
Вырос в Сурабае, а в начале 1930-х годов ввиду европейской командировки отца уехал вместе с семьёй в Нидерланды. В 1936 году окончил среднюю школу, а в 1938 году поступил в Лейденский университет. После начала Второй мировой войны был призван в Королевские военно-морские силы Нидерландов, дослужился до сержанта, сумев всеми возможными способами добраться до Австралии.
В 1942 году Ставерман был отобран для участия в миссии, спланированной Разведывательной службой войск Нидерландской Ост-Индии в сотрудничестве с Союзным разведывательным бюро со штабом в Мельбурне. Поставленная задача заключалась в наблюдении за проходом японских судов и сооружении с этой целью береговой наблюдательной станции на холмах в окрестностях Холландии, в оккупированной японцами Нидерландской Новой Гвинее, северной части острова. Он принял командованием отрядом, в который помимо него также входили сержант армии Австралии Л. Дж. Сиффлит, капрал Д. Дж. Топмен, два рядовых амбонца Х. Паттивал и М. Рехаринг. Их операция под кодовым названием «Белила» должна была пройти одновременно и совместно с операцией «Саранча», осуществляемой другой группой под руководством лейтенанта Дж. Фрайера, который, как ранее работавший геодезистом, выступил проводником для обеих групп.
24 декабря 1942 года, под Рождество, члены всех отрядов прибыли в Порт-Морсби, откуда 20 января 1943 года на самолёте вылетели в Бенабену. Для перевозки огромного количества продовольствия и оборудования, необходимого для длительного пребывания на севере Гвинеи, они набрали более 100 местных жителей, которые оказались ненадёжными попутчиками и часто сбегали. К началу февраля обе группы дошли до Вабага, где из-за продолжавшихся споров между Ставерманом и Топменом ввиду горячности обоих, последний вернулся обратно в Порт-Морсби. Ввиду продвижения японцев и разрастания оккупированных ими районов, разведчикам часто приходилось совершать обходы по горным хребтам, переплывать реки на каноэ, строить мосты, проходить через болота. В это время отряды снабжались по воздуху — им сбрасывали еду, предметы первой необходимости, письма, оружие и радиоприёмники.

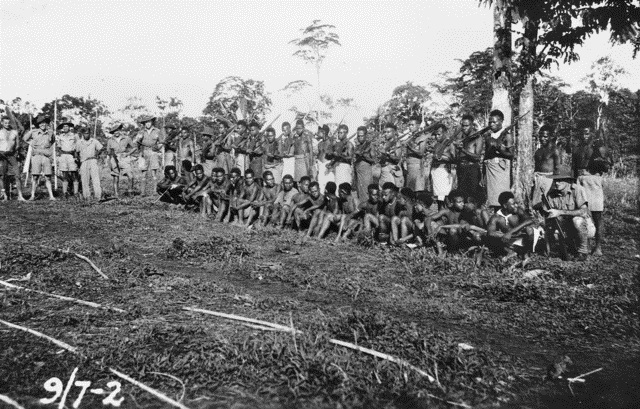
Ставерман с товарищами и носильщиками, Луми, 9 июля 1943 года

Несмотря на все сложности, к 14 июня за шесть месяцев пути обе группы преодолели более 500 миль через горы и джунгли, дойдя до Луми, к югу от Торричелли, после чего Фрайер и Ставерман расстались. 9 июля группа Ставермана вместе с более чем 50 носильщиками выдвинулась на преодоление гористой местности около Холландии с целью выйти к северному побережью, где разведчики должны были приступить к фиксированию передвижений японцев. Переход осложнился тем, что некоторые местные племена не сочувствовали союзникам, став почти что частью японской армии. В августе—сентябре о группе Ставермана не было ничего слышно, хотя известно, что разведчики ходили от деревни к деревне, избегая патрулей японцев, которые объявили за их головы награду.
Отправившись на разведку местности близ деревни Немо, к югу от Холландии, и оставив своих товарищей на базе отряда в Ваме, в 15 милях к югу от Ванимо, 4 октября Ставерман и Паттивал попали в японскую засаду. Как впоследствии стало известно, Ставерман был убит, а Паттивал смог сбежать и воссоединился с Сиффлитом и Рехарингом. Об этом Сиффлит сообщил Фрайеру, после чего уничтожил коды и радиоприёмник, а затем вместе с товарищами попытался пробиться к голландской границе. Однако, 19 октября близ Аитапе они были преданы местными жителями и попали в японский плен, где подверглись пыткам. 24 октября они были казнены через обезглавливание на местном пляже.

## Награды
- Медаль «Бронзовый лев»[нидерл.] (королевским указом № 13 от 21 декабря 1944 года, посмертно) — «как командир отряда, проявивший большое мужество, настойчивость, инициативность и преданность долгу, добровольно вызвавшийся в данный отряд, предназначенный для выполнения специальной миссии в районе, оккупированном противником на Индийском архипелаге (Новая Гвинея). Затем, действуя в очень опасных, чрезвычайно трудных и часто разочаровывающих обстоятельствах, после восьмимесячного пути он достиг своей цели и попытался выполнить своё задание в окружении враждебного населения, в результате чего из-за предательства местных жителей попал в руки врага и был убит»[35][9][36][37].

## Память
Именем Ставермана был назван мелководный тральщик «Hr. Ms. Staverman» класса «Ван Стрален», находившийся в строю Королевских ВМС Нидерландов в 1961—1984 годах.